# 마리우스 메르카토르
마리우스 메르카토르(Marius Mercator, 약 390년 북아프리카에서 태어나 451년 직후 사망)는 라틴 기독교 교회 작가로, 펠라기우스 논쟁 당시 아우구스티누스 신학(Augustinian theology)을 옹호한 것으로 가장 잘 알려져 있다.

## 같이 보기
- 가짜 이시도루스